# رجال العز (مسلسل)
رجال العز 2011، مسلسل بيئة شامية للمخرج علاء الدين كوكش والمؤلف طلال مارديني، يتحدث عن دمشق في فترة الثلاثينيات من القرن العشرين، وهي فترة الاحتلال الفرنسي لسوريا. يصوّر العمل حكايا عديدة حصلت في أعماق إحدى الحواري الدمشقية، ويرصد علاقة الرجل والمرأة وسط العادات والتقاليد الشرقية وكيفية التعرض لكثير من الضغوط في ذلك الزمن، تجري أحداث المسلسل في حي ساروجة الدمشقي (حارة اللوز) بمشاركة نخبة من الممثلين السوريين.

## قصة العمل
يتعرض المسلسل لقصة عبد الرحمن الشامي الذي كان ملاحقًا من قبل الاستعمار الفرنسي، عبد الرحمن لم ينس أهل حارة اللوز، وهم لم ينسوه، ولكنه كان يريد لهم الخير وهم يريدون له الشر، أتهموه ظلما بأنه قتل وسرق ونهب، أبتعد عنهم.. هرب بعيدا، فر من حكم الأعدام الذي لفق له في عتمة الليل، أتهموه بقتل من كان عبد الرحمن يحترمه ويعتبره كأبيه، ولكن الغدر كان أسبق من كلمة الحق، استطاع أبو سليم الخائن القاتل الجبان بأن يقتل الزعيم أبو شكري ويتهم عبد الرحمن بقتله.. ونجح فعلا.. ولكن عبد الرحمن استطاع أن يفر من حكم الإعدام بقدرة الله وبمساعدة شاب ألقى بروحه وشبابه من أجل انقاذ عبد الرحمن، قتل هذا الشاب من أجله فقرر عبد الرحمن بأن ينتقم لهذا الشاب، وأن يقتل عددا كبيرا من الجيش الفرنسي للأخذ بثأره. ذهب عبود واتخذ له مخبأ ً بعيدا عن دمشق، أصبح يقتل الفرنسيين ويجمع أسلحتهم وذخيرتهم ويرميها لحارة اللوز لأنه يعلم بأن نوري على علاقة مع رجال الثورة الكبار الذين لا يستطيع عبد الرحمن الوصول إليهم.أما نوري زعيم حارة اللوز الرجل الذي ظلم عبود وأتهمه بقتل أبو شكري وليس رجلاً حاد الطباع.. على العكس.. انه رجل قبضاي بكل معنى الكلمة لكن الإنسان في طبعه خطّاء.فرنسا تبحث عن عبد الرحمن، ونوري وأهالي حارة اللوز يبحثون عن عبد الرحمن واجتمع الاثنان هذه المرة على قتله، ينتظر كل منهما أن يمسك بعبد الرحمن ليقتله، ولكن عبد الرحمن لا يبالي بكل هذا، وكان همه هو أن يحمي بلده دمشق الأرض الذي جعلته رجلا لا يهاب الموت.وبعد الكثير من الأحداث اكتشف نوري وأهالي حارة اللوز الحقيقة، اكتشفوا بأنهم ظلموا عبد الرحمن (عبود) وباشروا بالبحث عنه لكي يعيدوه إلى حيه معززا ً مكرما، وصل الخبر لعبد الرحمن ولكنه أبى أن يعود.. وأجاب بأنه اعتاد على العيش بهذه البراري، ولكنه سرعان ما حن إلى بيت خالته التي ربته، إلى من سهرت الليالي لتجعل منه رجلاً، التي ربته على حب أرضه وأهله ولو كانوا له ظالمين.عاد إلى حيه ليرى نوري هناك نظرات عتب بينهما ولكن الدماء لا تصبح ماءً تعانقوا بحب سامح عبود أهل حارته وعادت الأمور إلى مجاريها، سلموه زعامة حارة اللوز لكي يعبرون له عن أسفهم بما فعلوا به.. لم يرض عبود أن يتسلمها من نوري.. وقال له أنت يا نوري أحق مني باستلامها، ولكن نوري وأهالي حارة اللوز أصروا على أن يسلموه إياها.. فرفض وقال انه الزعامة لا يستحقها إلا اسرة أبو الذهب الطاهرين ولانه كان ملاحق من الفرنساوي ومحكوم عليه بالإعدام.
يشارك في العمل نخبة من ألمع نجوم الدراما السورية، أهمهم رشيد عساف وقصي خولي، الفنانة منى واصف في دور البطولة، ميلاد يوسف ،ندين تحسين بيك، ميسون أبو اسعد، إياد أبو الشامات. كما يحل الفنان أسعد فضة ضيفاً في العمل إضافة إلى الفنان عبد الرحمن آل رشي ونادين خوري وسليم كلاس وانطوانيت نجيب. كما يشارك في العمل كل من صالح الحايك وناهد حلبي وعلي كريم وعبد الفتاح المزين وعبد الرحمن أبو القاسم ونزار أبو حجر ومحمد خير الجراح وليليا الأطرش ومديحة كنيفاتي وإمارات رزق ووائل زيدان وشادي زيدان، وخمسون شخصية أخرى.

## أبطال المسلسل حسب الدور
1. قصي خولي بدور عبود الشامي
2. رشيد عساف بدور نوري
3. منى واصف بدور أم نوري
4. إياد أبو الشامات بدور شكري
5. عبد الرحمن آل رشي بدور أبو بطرس
6. نادين خوري بدور ام ياسين
7. ميلاد يوسف بدور ياسين
8. جلال الطويل بدور يعقوب
9. ميسون أبو أسعد بدور فاطمة
10. طلال ماردني بدور فارس
11. ليليا الأطرش بدور ليلى
12. أسعد فضة بدور الزعيم أبو شكري
13. علاء قاسم بدور الوكيل طلحت
14. عبد الفتاح المزين بدور عزام
15. سليم كلاس بدور أبو يونس
16. علي كريم بدور المختار أبو جلال
17. نزار أبو حجر بدور أبو جمال
18. حسن دكاك بدور أبو أحمد
19. شادي زيدان بدور أبو سليم
20. وائل زيدان بدور زكور
21. فاتن شاهين بدور ام شكري
22. أحمد مللي بدور المختار أبو حسن
23. نوار بلبل بدور أبو الليل
24. محمد رافع بدور جمال
25. فاتح سلمان بدور يونس
26. إمارات رزق بدور ياسمين
27. دينا خانكان
28. صالح الحايك بدور شيخ الحارة
29. سليم شريقي بدور المختار أبو دياب